# ジェームズ・キャメロン
ジェームズ・フランシス・キャメロン（James Francis Cameron、1954年8月16日 - ）は、カナダの映画制作者。脚本家・映像編集者・監督・プロデューサーであり、『ターミネーター』シリーズや『アバター』シリーズなどで知られる。ライトストーム会長、Stability AI取締役。

## 来歴

### 生い立ち
カナダのオンタリオ州コクレーン地区のカプスケイシング生まれ。祖先はスコットランド系。父は電気技師、母はアマチュア画家。幼い頃から母に芸術面を応援され、美術には才能を見せていた。15歳の時に、『2001年宇宙の旅』を見て、自作の宇宙船やプラモデルを使い、16ミリカメラなどで実験映画を撮り始める（『2001年宇宙の旅』は映画館で10回も見たという）。カリフォルニア州オレンジ・カウンティに移り、カリフォルニア州立大学フラトン校に入学。当初は海洋生物学と物理学を専攻していたが、トップになるには数学の能力に欠けていることを知り、英文学に変更した。

### 大学中退後
2年後、大学を中退して結婚し、小さな家に移り住む。トラック運転手などで生計を立てていたが、1977年に封切られた『スター・ウォーズ』を見て仕事を辞め、再び映画制作に没頭する。そして友人と共に1978年、35ミリの短編SF『Xenogenesis』を制作する。この短編がきっかけとなりロジャー・コーマンのニューワールド・ピクチャーズに入る。1979年、初仕事は『ロックンロール・ハイスクール』での雑用係（ノンクレジット）だった。

### 監督デビュー
『宇宙の7人』など、いくつかの作品のスタッフとして関わったのち、デビュー作『殺人魚フライングキラー』を監督するが、撮影の終盤でプロデューサーに降板させられ、作品の完成にまで関われなかった。このため、キャメロンは今でもこの作品については触れたがらない。

### 「ターミネーター」で大ヒット
次に『ターミネーター』の脚本を書き上げエージェントに預けるとハリウッド中の映画会社から注目を浴び、『エイリアン2』と『ランボー/怒りの脱出』の脚本を依頼される。その後『ターミネーター』を自ら監督し、世界中でヒットを記録したことで一躍その存在を知られることになる。続く『エイリアン2』も大成功を収め、全世界で1億8000万ドルの興行収入をあげる。深海を舞台にしたSF映画『アビス』では不振に悩まされるも、1991年、自身が監督した映画『ターミネーター』の続編『ターミネーター2』が大ヒットし、全世界で5億6000万ドルの興行収入をあげた。

### 「タイタニック」「アバター」とヒット連発
1997年、アカデミー賞11部門を受賞し、自身もアカデミー監督賞を受賞した『タイタニック』が世界映画史に残る大ヒットを記録。2009年には12年振りの劇場用監督作品となる3D映画『アバター』でその興行収入記録を自ら更新し、全世界の歴代興行収入、そしてアメリカ国内の歴代興行収入は1位が『アバター』、2位が『タイタニック』となった。
2010年にイギリスの『ガーディアン』誌が選ぶ「ハリウッドで最も影響力のある人物」で第1位となる。
1990年代前半に、制作会社ライトストーム・エンターテインメントとSFX会社デジタル・ドメインを設立（1998年にスタン・ウィンストンと共にオーナーを辞任。同社は2006年にマイケル・ベイが買収した）。
2011年、3Dの新会社キャメロン・ペイス・グループをフュージョン3Dカメラ共同開発者であるビンス・ペイスと共同で設立した。

### 幻の作品
1991年、『ターミネーター2』の次回作として、ダニエル・キイスのノンフィクション『24人のビリー・ミリガン』を原作としたジョン・キューザック主演「The Crowded Room」を低予算のアート系映画として企画するが、大作を目指すプロデューサーのサンドラ・アーカラと衝突し自ら降板する。2023年に、Apple TV+で『クラウデッド・ルーム』としてドラマ化された。
『スパイダーマン』の企画が持ち込まれた際、子供の頃から大ファンだったキャメロンは脚本を執筆し、それを読んだ原作者のスタン・リーも「誰もが知っているスパイダーマンでありながら、実に斬新でフレッシュなストーリーだ！」と絶賛したが、スパイダーマンの権利を持つ複数の会社の間で法廷闘争が起き、原作を発行するマーべル・コミックスが倒産するなど混乱状態となったため、キャメロンは降板した。その後、ソニー・ピクチャーズが全権利の獲得に成功し、サム・ライミ監督の手によって映画化された。キャメロンの脚本は使われていないが、主人公の体内でスパイダーウェブが生成されるというアイディアは、キャメロンによるものである（原作では、手首に巻きつけた装置から噴射されるという設定）。
『トゥルーライズ2』は、準備段階まで進められ、アーノルド・シュワルツェネッガー、トム・アーノルド、ジェイミー・リー・カーチスの出演契約も結ばれたが、9.11テロの影響で企画は中断した。キャメロンは「テロリズムをコミカルに扱った映画はもう作れない」とインタビューで答えている。

## 人物

### 私生活
高校の同級生だった一般人のシャロン・ウィリアムズと1978年に結婚、1984年に離婚。映画プロデューサーのゲイル・アン・ハードと1985年に結婚、1989年に離婚。直後にキャスリン・ビグローと1989年に結婚、1991年に離婚。1993年にターミネーターシリーズの主演女優であるリンダ・ハミルトンとの間に娘が生まれ、1997年に結婚、1999年に離婚。2000年、『タイタニック』に出演したスージー・エイミスと結婚。現在は二児の父。
押井守とは交友があり、ファンでもある。作品ではパトレイバーシリーズ、GHOST IN THE SHELL / 攻殻機動隊を高く評価している。『タイタニック』を製作中、CGの制作要員として  プロダクションIGのスタッフの引き抜きを検討している。
「宮崎アニメのファン」だと公言し、「ジブリ作品とそのアーティストを以前から尊敬してきた」と語る。
俳優、武道家の藤岡弘、とも交友が深く、「キャメロン」、「サムライ」と呼び合っている。また、第34回東京国際映画祭での仮面ライダー50周年記念トークショーに藤岡が登壇した時には、キャメロン本人からビデオメッセージによる祝福コメントを送っている。

### 資産
2010年12月、経済誌『フォーブス』が「エンターテインメント業界で最も稼いだ人物」を発表し、2億1,000万ドル（日本円で約300億円）を稼ぎ、2位にランクインした。
2011年2月、『ヴァニティ・フェア』誌が「最も稼いだ映画関係者トップ40ランキング」を発表し、2億5,700万ドル（日本円で約370億円）稼ぎ、1位に選ばれた。このランキングはプロデューサーや監督、俳優など映画制作にかかわった人を対象にしたもので、広告収入やCM出演料など映画とは無関係なものは省かれた上で、『ヴァニティ・フェア』誌の独自調査に基づいて制作されている。同誌の「2010年にハリウッドで最も稼いだ人たち」でも1位に選ばれている。

### ターミネーターの権利関係
『ターミネーター』製作時、その権利は制作会社とキャメロンが折半した。キャメロンの権利は、同作を監督する代わりに、プロデューサーのゲイル・アン・ハード1ドルで売却した。その後、ハードは『ターミネーター3』制作時に、自らの所有する権利をアンドリュー・G・ヴァイナとマリオ・カサールに700万ドルで売却した。そのため、『ターミネーター』の続編がキャメロンの関与無しに相次いで作られるようになった。
『ターミネーター3』以後の作品にもキャメロンの名はクレジットされているが、作品製作には携わっていない。『ターミネーター4』では監督のマックGが完全に非公式なものと断った上で、キャメロンに個人的な相談をしてアドバイスを貰ったことと、彼の推薦でサム・ワーシントンを起用したことを明かしている。また、『ターミネーター:新起動/ジェニシス』ではキャメロンがストーリーのアイデアを出していた。しかし、2019年に公開された『ターミネーター:ニュー・フェイト』では『ターミネーター2』の正統な続編と位置付けてキャメロンが作品製作に復帰した。シリーズの映画化権は『ジェニシス』の製作会社スカイダンス・プロダクションズの設立者で映画プロデューサーのデヴィッド・エリソンが所有していたが、この権利は2019年に切れてキャメロンの元に戻ることになっている。

### 深海探検家として
タイタニックの映画化を通じて、30回以上も西大西洋の沈没箇所に潜航。調査・観光用の潜水艇を製造するトリトン・サブマリン社への出資も行っている。
2023年6月に発生し、乗員5人が死亡した潜水艇タイタン沈没事故ではカーボンファイバーとチタンの複合材を使った深海潜水艇の運行を計画していることを運行会社であるオーシャンゲートが発表した際はこの計画に懐疑的だったことを明らかにしている。

### 政治的な動き
2025年、第2次トランプ政権の発足を契機にニュージーランドへの出国を検討した。

## 特徴

### 概要
監督をした映画のほとんどはスケールの大きなアクション中心のエンターテイメント作品であるが、本人も「ハイテクニックを駆使したエンターテイメント作品」と自身の映画を語っている。また、自身の作品は「すべてラブ・ストーリーだ」とも語っている。自分の監督する作品に対しては完璧主義として知られ、自身のドキュメンタリー番組や評伝の中ではごく詳細に語っている。

### リアリズムの追求
特筆すべき彼の特徴として徹底してリアリズムを追求する点が挙げられる。「タイタニック」では、巨大な船のセットを岸壁から見て右になるように作ったが、史実では岸壁から見て左であり、その点を解消するためにセットの文字を全て反転させ、最後に映像を反転させて史実に倣うよう編集した。

### ミリタリーマニア
SF、潜水などと同様、作品に反映されているキャメロンの嗜好の一つに「ミリタリーマニア」がある。この嗜好は「ターミネーター」での銃砲店での店主とのやりとりや銃器の改造の仕方、脚本を担当した「ランボー/怒りの脱出」の銃器描写などで見て取れる。また、「エイリアン2」では海兵隊の装備として、トンプソンM1をベースにグレネードランチャーを装備したパルスライフルや、MG42をベースにステディカムと組み合わせたM56A2スマートガンなど、当時実在した銃器をモデルにした架空の銃器を考案し、登場させている。

### 脚本家・デザイナー
映画作品では基本的に脚本も自ら手掛けており、「後の監督としての苦労を考慮すると創作の幅を狭めることになるため、その部分を押し殺して自由奔放にストーリーに没頭する」と語っている。画家志望だっただけに画力にも優れており、「ターミネーター」の内骨格や殺人ロボットHK、「エイリアン2」のエイリアンクイーンやパワーローダーなどのコンセプトデザインを自ら手掛けた他、「タイタニック」に登場する主人公ジャックのスケッチもキャメロンの筆による物である。

### 環境問題
環境問題に熱心に取り組んでおり、世界15か国にそれぞれ100万本の木を植えることを企画している。2010年4月、ブラジルのアマゾンに計画中のベロモンテ水力発電ダムの建設反対運動に参加した。2010年6月には米連邦当局からの依頼を受け、4月20日に起きたメキシコ湾原油流出事故を解決するための会議に出席した。ヴィーガンである。
フォトジャーナリストのブライアン・スケリーや日本でのイルカ追い込み漁批判をテーマとしたドキュメンタリー映画『ザ・コーヴ』監督のルイ・シホヨスとも親交があり、2022年12月に『アバター:ウェイ・オブ・ウォーター』来日イベントの一環として、東京のアクアパーク品川で行われたイルカショーに対して、キャメロン自身も出席し、鑑賞していたことから、多数の動物愛護団体から批判を受けたため、スケリーやシホヨスなどに対して送付したメールにて謝罪コメントを出す事態になった。

### 画作り
リアルな奥行きを表現した映像を重視している。被写界深度が浅く、奥行きがあいまいになりやすいアナモルフィック・レンズは嫌いだと発言している。そのため、ジェームズのスコープ･サイズの映画はほぼスーパー35で撮影されている。そのほか、合成技術としては古く、廃れてしまったリア・プロジェクションやフロント・プロジェクションも多用する。その理由として俳優が演技しやすいこと、フォーカスを合わせないので気付かれにくいこと、カメラも自由に動かせることなどを挙げている。

### 3D作品
2Dで撮った映画を安易に3Dに変換して上映することには、反対の立場を表明している。「『3D映画を作りたい』という監督には『最初から3Dカメラで撮りなさい』とアドバイスしています。それが3D映画にとってベストな方法だし、3D映画は3Dカメラで撮るべきというのが私の基本的姿勢です。ただし、『タイタニック』のような2Dでしか撮って居ない映画に関しては、3Dに変換するしか選択肢がなく、その場合は、正しい3Dへの変換技術を使って作るべき」と述べている。

### 探検家
3000時間以上の水中滞在記録を持つスキューバダイバーであり、世界各地で難破船探索や深海調査等を行っている。また、2011年にはナショナルジオグラフィック協会所属の探検家に就任している。2012年3月26日には、マリアナ海溝のチャレンジャー海淵に一人乗りの潜水艇「ディープシーチャレンジャー」に搭乗して潜行し、世界最深の海に52年ぶり2回目となる有人潜行を果たした。

### その他
考古学にも関心を示しており、自身が制作したドキュメンタリー番組「キリストの棺」では新説を唱えているが、その内容は放映前から波紋を呼び、物議を醸している。
「エンターテインメントの将来は3Dにあり、3Dの未来は中国にある」として中国企業と合弁で3D映像製作会社を設立している。
日本のアニメ作品にも造詣が深い。ギレルモ・デル・トロはキャメロンの勧めで見た、押井守の「機動警察パトレイバー」が、2013年の「パシフィック・リム」に多大な影響を与えたと語っている。逆にキャメロンは1999年ごろにデル・トロから薦められた木城ゆきとの漫画「銃夢」に惚れ込み、長年映画化権を所有し続けていたが、最終的に2019年、自身がプロデューサーに回る形で「アリータ：バトル・エンジェル」として結実した。

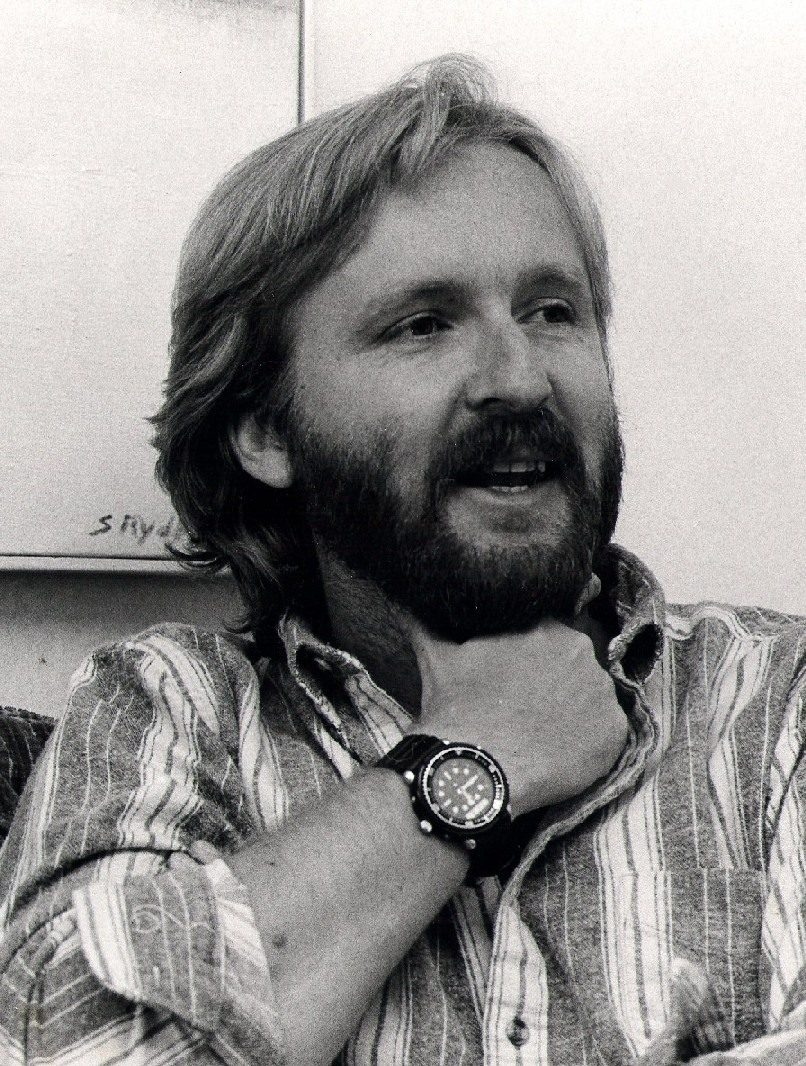
1986年の写真1。
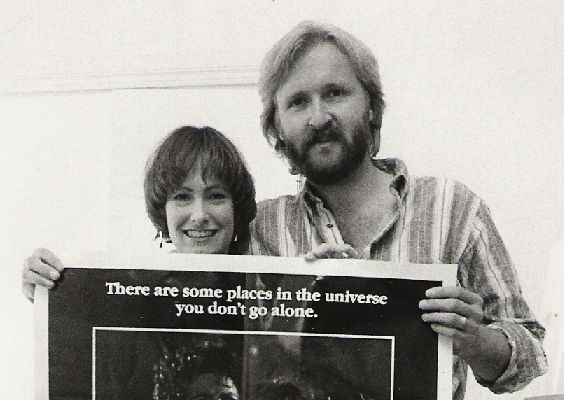
1986年。ゲイル・アン・ハードと一緒に「エイリアン2」のポスターを持つ。
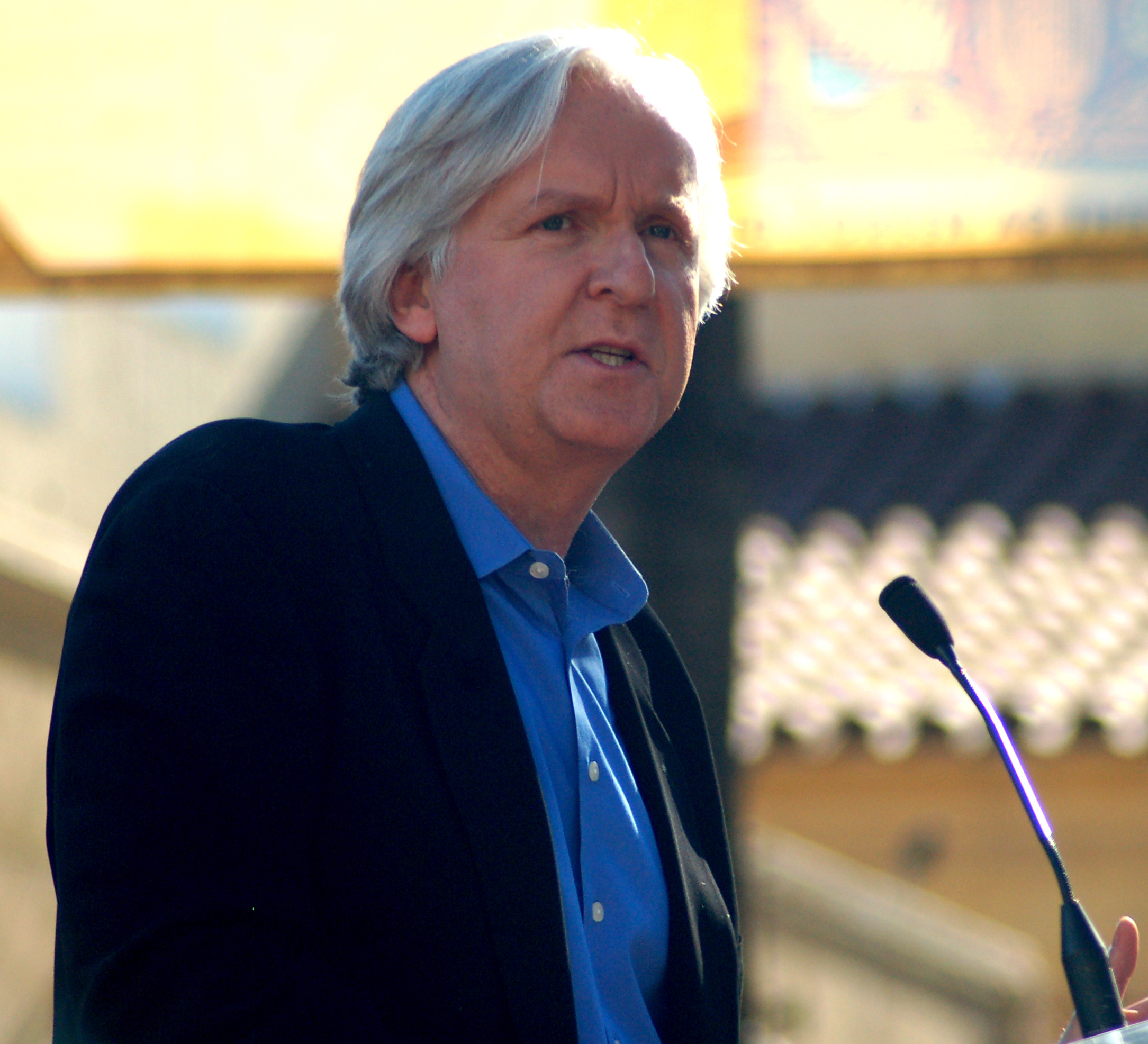
2009年 ハリウッドにて。
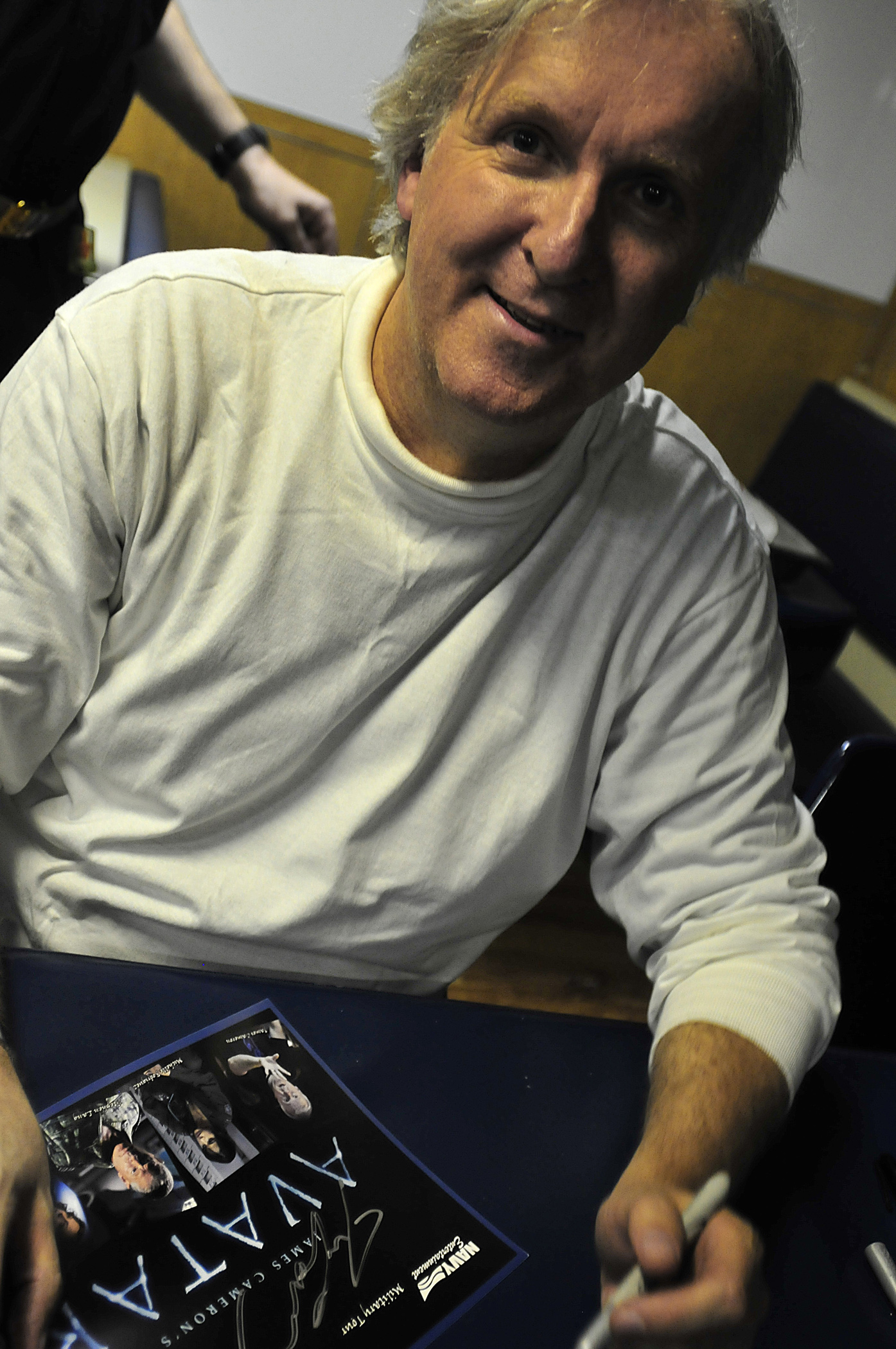
2010年。USS ヒュー・シティ艦内で行われたイベントにて。

## フィルモグラフィ

### 監督作品
| 年   | 題名                                                           | 役割                   | 備考 |
| ---- | -------------------------------------------------------------- | ---------------------- | --- |
| 1978 | Xenogenesis                                                    | 監督、脚本、製作       | 自主製作の短編映画                                                                                              |
| 1981 | 殺人魚フライングキラー Piranha II: The Spawning                | 監督                   | |
| 1984 | ターミネーター The Terminator                                  | 監督、脚本             | |
| 1986 | エイリアン2 Aliens                                             | 監督、脚本             | |
| 1989 | アビス The Abyss                                               | 監督、脚本             | |
| 1991 | ターミネーター2 Terminator 2: Judgment Day                     | 監督、脚本、製作       | |
| 1994 | トゥルーライズ True Lies                                       | 監督、脚本、製作       | |
| 1996 | ターミネーター 2:3-D T2 3-D: Battle Across Time                | 監督、脚本             | ユニバーサルスタジオのアトラクション用として作られた短編 ジョン・ブルーノ、スタン・ウィンストンとの共同監督作品 |
| 1997 | タイタニック Titanic                                           | 監督、脚本、製作、編集 | |
| 2003 | ジェームズ・キャメロンのタイタニックの秘密 Ghosts of the Abyss | 監督、製作、出演       | ドキュメンタリー映画                                                                                            |
| 2005 | エイリアンズ・オブ・ザ・ディープ Aliens of the Deep            | 監督、製作、出演       | ドキュメンタリー映画                                                                                            |
| 2009 | アバター Avatar                                                | 監督、脚本、製作、編集 | |
| 2022 | アバター:ウェイ・オブ・ウォーター Avatar: The Way of Water     | 監督、脚本、製作、編集 | |
| 2025 | アバター:ファイヤー・アンド・アッシュ Avatar: Fire and Ash     | 監督、脚本、製作、編集 | ポストプロダクション                                                                                            |
| 2029 | アバター4（仮題） Avatar 4                                     | 監督、脚本、製作、編集 | プリプロダクション                                                                                              |
| 2031 | アバター5（仮題） Avatar 5                                     | 監督、脚本、製作、編集 | プリプロダクション                                                                                              |
| TBA  | Ghosts of Hiroshima                                            | 監督                   | プリプロダクション                                                                                              |
| TBA  | The Devils                                                     | 監督                   | プリプロダクション                                                                                              |

### その他の役割
| 年   | 題名                                                                  | 役割               | 備考                                                                                |
| ---- | --------------------------------------------------------------------- | ------------------ | ----------------------------------------------------------------------------------- |
| 1980 | 宇宙の7人 Battle Beyond the Stars                                     | 特殊効果           | ジミー・T・ムラカミ監督作品                                                         |
| 1981 | ニューヨーク1997 Escape from New York                                 | 特殊効果           | ジョン・カーペンター監督作品                                                        |
| 1981 | ギャラクシー・オブ・テラー/恐怖の惑星 Galaxy of Terror                | 美術、第二班監督   | B・D・クラーク監督作品                                                              |
| 1982 | アンドロイド ANDROID                                                  | 美術コンサルタント | アーロン・リップスタッド監督作品                                                    |
| 1985 | ランボー/怒りの脱出 Rambo: First Blood Part II                        | 脚本               | ジョージ・P・コスマトス監督作品                                                     |
| 1991 | ハートブルー Point Break                                              | 製作総指揮         | キャスリン・ビグロー監督作品                                                        |
| 1995 | ストレンジ・デイズ/1999年12月31日 Strange Days                        | 脚本、製作         | キャスリン・ビグロー監督作品                                                        |
| 2002 | ソラリス Solaris                                                      | 製作               | スティーヴン・ソダーバーグ監督作品                                                  |
| 2003 | 海底火山の謎 Volcanoes of the Deep Sea                                | 製作総指揮         | 短編ドキュメンタリー映画 スティーヴン・ロウ監督作品                                 |
| 2003 | ターミネーター3 Terminator 3: Rise of the Machines                    | キャラクター創造   | ジョナサン・モストウ監督作品                                                        |
| 2009 | ターミネーター4 Terminator Salvation                                  | キャラクター創造   | マックG監督作品                                                                     |
| 2011 | サンクタム Sanctum                                                    | 製作総指揮         | アリスター・グリアソン監督作品                                                      |
| 2012 | シルク・ドゥ・ソレイユ3D 彼方からの物語 Cirque du Soleil: Worlds Away | 製作総指揮         | アンドリュー・アダムソン監督作品                                                    |
| 2014 | ジェームズ・キャメロン深海への挑戦 Deepsea Challenge 3D               | 製作総指揮、出演   | ドキュメンタリー映画 ジョン・ブルーノ、レイ・クイント、アンドリュー・ワイト監督作品 |
| 2015 | ターミネーター:新起動/ジェニシス Terminator Genisys                   | キャラクター創造   | アラン・テイラー監督作品                                                            |
| 2015 | Beyond Glory                                                          | 製作総指揮         | ラリー・ブランド監督作品                                                            |
| 2018 | ゲームチェンジャースポーツ栄養学の真実 The Game Changers              | 製作総指揮         | ドキュメンタリー映画 ルイ・シホヨス監督作品                                         |
| 2019 | アリータ: バトル・エンジェル Alita: Battle Angel                      | 脚本、製作         | ロバート・ロドリゲス監督作品                                                        |
| 2019 | ターミネーター:ニュー・フェイト Terminator: Dark Fate                 | 脚本、製作         | ティム・ミラー監督作品                                                              |

### テレビシリーズ
| 年         | 題名                                                                                    | 役割             | 備考                                                           |
| ---------- | --------------------------------------------------------------------------------------- | ---------------- | -------------------------------------------------------------- |
| 2000–2002  | ダーク・エンジェル Dark Angel                                                           | 企画、製作総指揮 | 第1話の脚本、最終話の監督と原案も担当                          |
| 2002       | 海底の戦艦ビスマルク Expedition: Bismarck                                               | 監督、製作、出演 | ドキュメンタリー ゲイリー・ジョンストンとの共同監督作品        |
| 2005       | Last Mysteries of the Titanic                                                           | 製作、出演       | ドキュメンタリー ニール・フラッグ監督作品                      |
| 2005       | Titanic Adventure                                                                       | 製作、出演       | ドキュメンタリー メル・モーペス監督作品                        |
| 2006       | 出エジプト記の“真実”〜奇跡は本当に起こったのか? The Exodus Decoded                      | 製作総指揮、出演 | ドキュメンタリー シムカ・ヤコボビッチ監督作品                  |
| 2007       | キリストの棺 The Lost Tomb of Jesus                                                     | 製作総指揮       | ドキュメンタリー シムカ・ヤコボビッチ監督作品                  |
| 2008–2009  | ターミネーター サラ・コナー・クロニクルズ Terminator:The Sarah Connor Chronicles        | キャラクター創造 |                                                                |
| 2012       | ジェームズ・キャメロンと探るタイタニックの謎 Titanic: The Final Word with James Cameron | 出演             | ドキュメンタリー トニー・ガーバー監督作品                      |
| 2014、2016 | 危険な時代に生きる Years of Living Dangerously                                          | 製作総指揮       | 全17回のドキュメンタリーシリーズ                               |
| 2017       | 失われたアトランティス大陸を求めて Atlantis Rising                                      | 製作総指揮、出演 | ドキュメンタリー シムカ・ヤコボビッチ監督作品                  |
| 2017       | タイタニック号：最後の謎に迫る Titanic: 20 Years Later with James Cameron               | 製作総指揮、出演 | ドキュメンタリー トーマス・C・グレイン監督作品                 |
| 2018       | ジェームズキャメロンのＳＦ映画術 James Cameron's Story of Science Fiction               | 製作総指揮、出演 | 全6回のドキュメンタリーシリーズ                                |
| 2020       | アカシンガ：不屈の女性レンジャー Akashinga: The Brave Ones                              | 製作総指揮       | 短編ドキュメンタリー マリア・ウィルヘルム監督作品              |
| 2021       | クジラと海洋生物たちの社会 Secrets of the Whales                                        | 製作総指揮       | 全4回のドキュメンタリーシリーズ                                |
| 2022       | Super/Natural                                                                           | 製作総指揮       | 全6回のドキュメンタリーシリーズ                                |
| 2023       | Titanic: 25 Years Later with James Cameron                                              | 製作総指揮       | ドキュメンタリー トーマス・C・グレイン、デビッド・ヘイ監督作品 |
| 2023       | 神秘なるゾウの愛と知性の物語 Secrets of the Elephants                                   | 製作総指揮       | 全4回のドキュメンタリーシリーズ                                |
| 2023       | トゥルーライズ True Lies                                                                | 製作総指揮       |                                                                |

補足
1988年に、ビル・パクストンのバンドMartini Reachのミュージックビデオを手掛けている。また、「ハリウッドミューズ」「アントラージュ・オレたちのハリウッド」「サタデーナイトライブ」などで、本人役でゲスト出演している。

### 企画中の作品

#### 原爆テーマの作品
この作品のために2009年のクリスマス前に来日し、長崎市の病院に入院する山口彊に面会した。山口は、広島と長崎で被爆した「二重被爆者」であり、キャメロンは今しか機会が無いと面会を望んだという。山口のような体験をした人を後世に伝えるべく、映画について語ったとのこと。 後の毎日新聞による取材で、山口は "この映画を作るのは彼らの使命だ" と期待していることを語った。
仮題として「The Last Train from Hiroshima: The Survivors Look Back」というのが発表されている。しかし、この作品について、チャールズ・ペレグリーノによる原作の中に、関係者からの証言が虚偽だったことによる誤りが多数見つかったことや、手記を盗用していたこと、広島への原爆投下を扱った漫画・『はだしのゲン』からの引用があったにもかかわらず、作者の中沢啓治に連絡を入れていなかったことなどが判明し、構想が揺れている状態である。

#### 『アバター』続編
キャメロンは、公開直後より「ヒットすれば続編は絶対に作る」、「3作目までのアウトラインは考えている」と語っており、また、同映画の編集技師が「配給会社も続編を制作させようとプレッシャーをかけている」と述べた。その後、構想が発展して5部作として作られることになり、2022年12月に「アバター:ウェイ・オブ・ウォーター」が公開された。2025年12月「アバター3（仮）」、2029年12月「アバター4（仮）」、そして2031年12月に「アバター5（仮）」が公開される見通し。